# 张金柱
张金柱，中國共產黨黨员，中華人民共和國政治人物、軍事人物、中國人民解放军少將，原內蒙古軍區政委。
2001年1月，內蒙雪災發生的時候，内蒙古军区時仼政委张金柱将部队干部战士首批40万元捐款交给内蒙古政府副主席郝益东，支援灾区群众抗灾救灾。